# Rubus pectinaris
Rubus pectinaris är en rosväxtart som beskrevs av Wilhelm Olbers Focke. Rubus pectinaris ingår i släktet rubusar, och familjen rosväxter. Inga underarter finns listade i Catalogue of Life.